# Marciano di Siracusa
Marciano, o Marziano (Antiochia di Siria, I secolo – Siracusa, ...), è stato un vescovo e martire, venerato come santo dalla Chiesa cattolica e dalla Chiesa ortodossa.
Secondo la tradizione Marciano fu il protovescovo di Siracusa; discepolo dell'apostolo Pietro. Viene considerato il primo vescovo d'Occidente, poiché giunse in Sicilia quando l'apostolo si trovava ancora ad Antiochia.
Le fonti su Marciano sono considerate tardive, in quanto vengono riscontrate solo a partire dall'epoca bizantina (VII secolo). Un Kontakion e un Encomio formano le prime due agiografie sul Santo, ma la natura elogiativa di queste opere letterarie rende difficile la distinzione degli elementi biografici veritieri da quelli fantastici.
Un presunto anacronismo individuato nel testo dell'autore dell'Encomio — il quale daterebbe il martirio in un'epoca ben più tardiva di quella apostolica — e l'assenza di antiche testimonianze scritte o figurative, ha portato molti studiosi a collocare il vescovo Marciano non prima del III secolo.
La più antica immagine di Marciano si trova nelle catacombe di Santa Lucia: si tratta di un affresco risalente all'VIII secolo. Un'altra sua raffigurazione è stata rinvenuta all'interno della cosiddetta cripta di San Marciano: una basilica bizantina costruita sopra un antico complesso paleocristiano che la tradizione ha identificato come abitazione del santo e in seguito come suo sepolcro. Le sue reliquie non si trovano tuttavia a Siracusa, esse sono infatti custodite nelle città di Gaeta e di Messina.

## Fonti agiografiche

### Nella letteratura

#### Secoli VII e VIII
La più antica notizia su Marciano, vescovo e martire, legato a Siracusa, risale alla seconda metà del VII secolo e si tratta di un Kontakion — composto da un'omelia poetica e un inno liturgico, come l'Akathistos in uso nel VI secolo —, attribuito all'innografo Gregorio, anche se il gesuita Gaetani lo aveva erroneamente attribuito al siciliano Giuseppe l'Innografo. Nel Contacio Marciano viene presentato come:

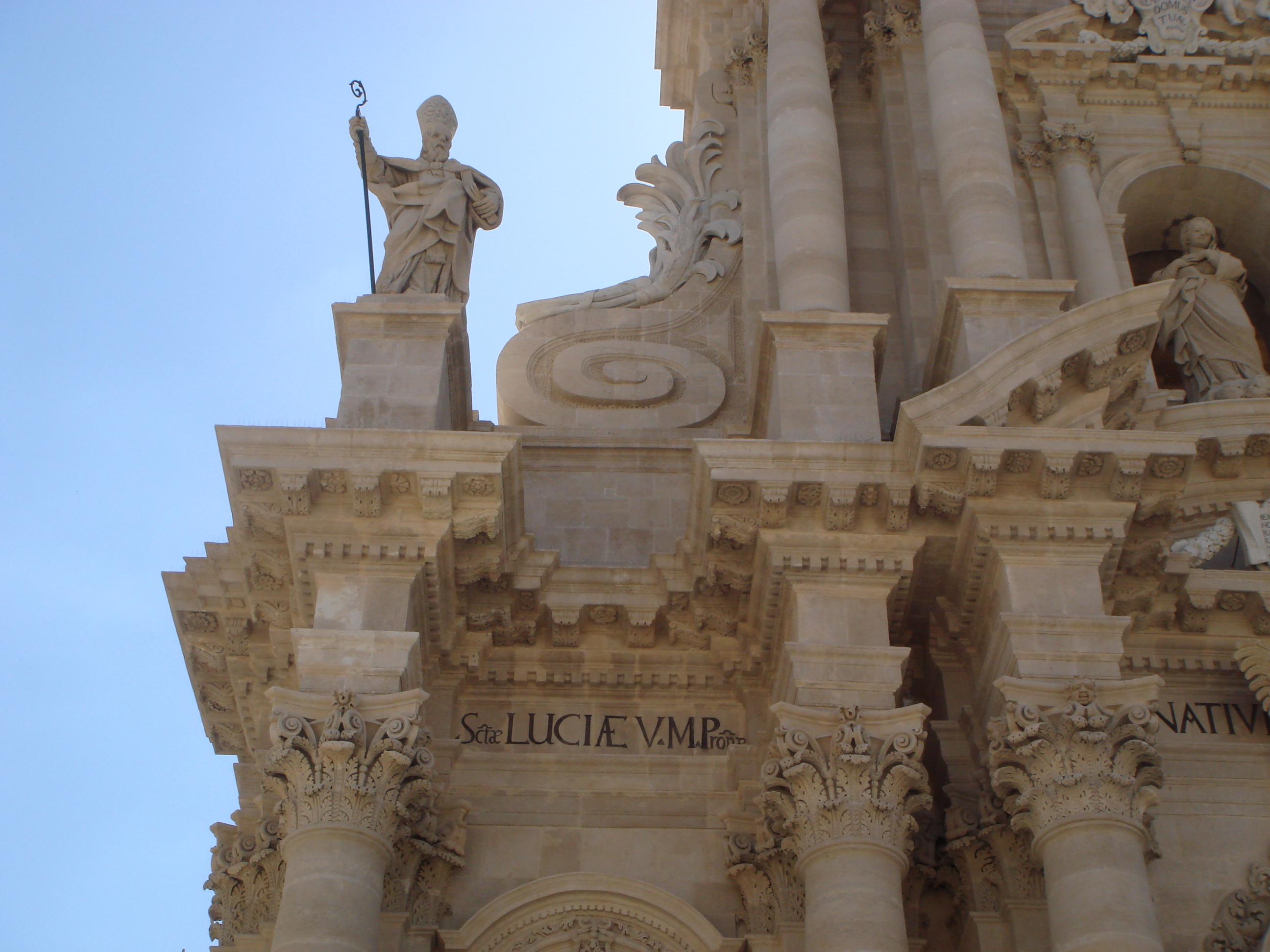
Statua di Marciano, scolpita da Ignazio Marabitti nel 1757, collocata sulla parte superiore del Duomo siracusano

Segue un Encomio, databile alla fine del VII secolo e inizi dell'VIII secolo, scritto in greco e conservato in Vaticano, intitolato L'encomio di San Marciano, che riprende e amplia le notizie fornite dal Kontakion. L'encomiasta bizantino afferma che per scrivere il suo testo si servì della tradizione orale e dello scritto di un Peregrino (o Pellegrino), dal quale apprese i passaggi su una Passio — non pervenuta — che questo Peregrino, discepolo di Marciano, scrisse sul suo mentore.
La precedenza del Kontakion sull'Encomio non è però accettata in maniera unanime, ad esempio: il filologo e paleografo Mioni ritiene che il Kontakion sia più antico e che risalga ai primi anni dell'introduzione del rito greco a Siracusa (per il Mioni nel 663-VIII secolo). Al contrario lo studioso Amore ritiene invece che ad essere più antico sia l'Encomio, in virtù del suo contenuto e facendone un confronto, oltre che con il Kontakion, con la Vita di San Zosimo (monaco, iniziatore nel 648 della serie episcopale greca). Mentre nei primi due documenti la chiesa siracusana risulta di fondazione petrina, nella Vita di San Zosimo non si fa accenno né al martire né alle origini, risalenti all'età apostolica, della suddetta chiesa. Rimane tuttavia controversa la datazione di questa Vita, ritenuta di poco anteriore alle opere in cui si narra la tradizione marcianea o sua coetanea.
Secondo Magnano la mancata menzione delle origini petrine non rappresenterebbe una prova dell'invenzione di tale tradizione, piuttosto sostiene egli, potrebbero essere state omesse perché non vi era bisogno di ricordarle, essendo comunemente accettate. Il Lanzoni ritiene invece che questo silenzio, da lui individuato anche nella precedente copiosa corrispondenza di lettere tra papa Gregorio Magno e il vescovo siracusano, sia la prova dell'infondatezza di tale pretesa antica origine. Per Amore fu l'Encomio che diede inizio alla tradizione delle origini apostoliche.

#### Incerta datazione
Discorso a parte risulta essere il Martyrium sancti Libertini episcopi Agrigenti et s. Peregrini, testo latino, per via della sua controversa data d'origine. Alcuni studiosi fanno risalire il suo autore alla seconda metà del V secolo, mentre secondo altri egli non sarebbe antecedente all'età dell'encomiasta bizantino. Il testo di quest'opera fu reso edito per la prima volta nel XVII secolo nelle Vitae Sanctorum Siculorum del Gaetani. Nel Martirio in questione, Marciano viene riconosciuto vescovo — Syracusanae ecclesiae Martianus episcopus — ma non si accenna ad un suo ordinamento petrino.
Il Rizzo afferma che proprio l'assenza del richiamo delle origini petrine — secondo lo studioso si tratta di una leggenda nata in epoca bizantina — è l'elemento che permette di datare l'agiografo al V secolo. Egli afferma inoltre che se l'agiografo va collocato realmente in età vandalica, i martiri di cui parla, con memoria già approssimata, sono da considerarsi di età precostantiniana.

#### Secolo VIII e IX

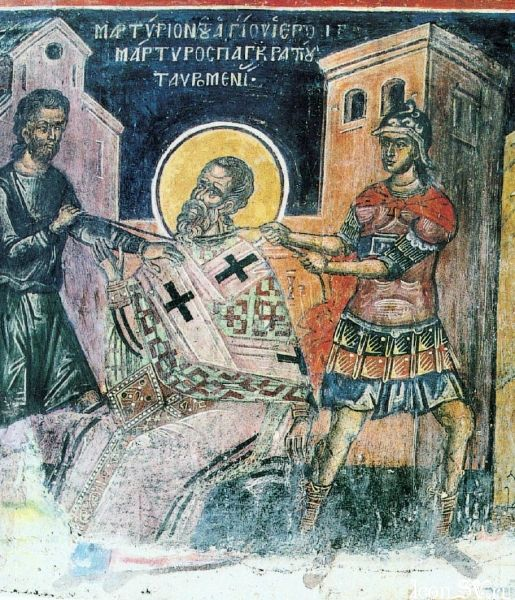
San Pancrazio (Monte Athos). Il vescovo taorminese non è presente nellEncomio

Redatta nell'VIII secolo, e già diffusa al IX, la Vita Sancti Pancratii di Taormina, contiene le biografie di Marciano, Pancrazio di Taormina e Berillo di Catania. Questa Vita viene definita dalla critica agiografica come favolistica, ricca di elementi fantasiosi. Essa è certamente posteriore all'Encomio, dove non compare ancora Pancrazio, il quale verrà accostato a Marciano partendo proprio da questa Vita.
(Rizzo, Sicilia cristiana dal I al V secolo, 2006, p. 13.)
Il Lanzoni ha supposto che il Sinassario di Costantinopoli abbia tratto la sua fonte siciliana da questo documento.
L'agiografo Van Esbroeck ha però sostenuto che in origine esistesse già una leggenda di Pancrazio, databile al VI-VII secolo, priva degli elementi favolistici inseriti nella Vita redatta in epoca successiva. Essa sarebbe stata nota a Teodoro Studita, il quale nella sua opera sul martire taorminese ignora anch'egli una vita parallela di Marciano e Pancrazio.
Tale leggenda avrebbe contenuto in origine la sola missione petrina, quindi sarebbe stata priva di quel contendere territoriale tra il vescovo siracusano e quello taorminese che invece caratterizza la Vita dello pseudo-Evagrio. L'opera letteraria di Marciano e quella di Pancrazio rappresentano comunque la base sulla quale si sono formate diverse altre leggende più tardive.

#### Secolo X in avanti
Tardive, e quindi con ogni probabilità dipendenti dalle prime opere, sono altre versioni letterarie dove si nomina Marciano di Siracusa.
Simeone Metafraste nel Commentario sui Santi Pietro e Paolo, a lui attribuito (intorno al X secolo), conferma il costante richiamo unitario dei vescovi siciliani. Il Metafraste nel suo testo dice che Marciano di Siracusa venne ordinato vescovo dall'apostolo Pietro insieme a Pancrazio di Taormina e Berillo di Catania. L'agiografo bizantino sostiene inoltre che l'apostolo Pietro, oltre ad ordinare i suddetti vescovi, venne egli stesso sull'isola di Sicilia.
A tal proposito desta curiosità un calendario di Santi Siracusani scritto su pergamena a caratteri gotici o gallici, e perciò detto calendario gallicano, ritrovato nelle catacombe siracusane nel XVII secolo ma risalente al 1152. Esso riporta la visita di San Pietro in città, commemorandola nella data del 30 giugno, specificando che in quel tempo era ancora in vita San Marciano. Stando a racconti tardivi l'apostolo avrebbe visitato molti luoghi in Sicilia, ma ciò non è confermato da nessuna fonte antica. Gli Atti degli Apostoli riportano solamente la sosta dell'apostolo Paolo a Siracusa per tre giorni, senza dire cosa accadde in quel breve arco di tempo, nell'anno 61.

### Nella tradizione orientale

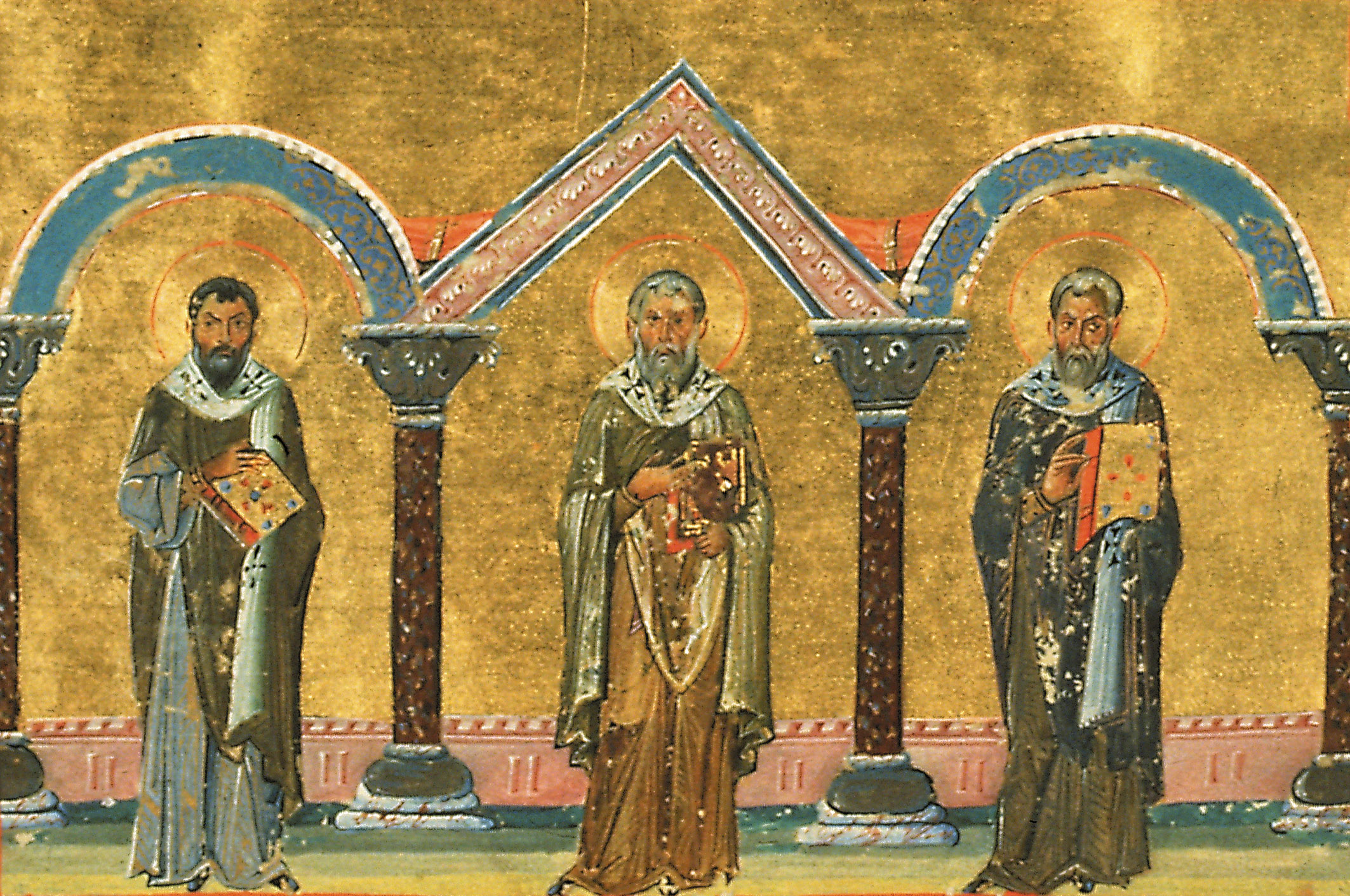
I santi siciliani nel Menologio di Basilio II: Marciano (o Marcello) di Siracusa; Pancrazio di Taormina e Filagrio di Cipro

Il nome di Marciano martire di Siracusa appare nei libri liturgici orientali sotto la data del 30 o 31 ottobre e del 9 febbraio. Come dipendente dalla liturgia orientale figura il calendario marmoreo di Napoli, redatto nel IX secolo, che lo ricorda al 30 ottobre. Figura anche nel Codice Capuano del 991, nei Menei di Grottaferrata e nel Typikon di san Bartolomeo.
Marciano è inoltre presente nel Menologio dell'imperatore bizantino Basilio II, composto da Simeone Metafraste, intorno al secolo X, alla data 9 febbraio con i vescovi Filagrio di Cipro e Pancrazio di Taormina. L'attestazione del nome Marcello, o Marco, riferito a Marciano, e la sua collocazione al 9 febbraio, la si ebbe con il Sinassario di Costantinopoli.
(Salvatore Pricoco, Sicilia e Italia suburbicaria tra IV e VIII secolo, 1991, p. 146.)
Nel maggiore documento per la Chiesa ortodossa, redatto sempre intorno al secolo X, Marciano vi figura con due diverse date e due diversi nomi: al 9 febbraio si ha la celebrazione di Marcello di Siracusa, consacrato vescovo dall'apostolo Pietro, ricordato con Pancrazio di Taormina; e figura poi da solo alla data del 31 ottobre.

### Nei martirologi occidentali
Gli studiosi non sono concordi nello stabilire se Marciano venga menzionato nel più antico martirologio occidentale, ovvero nel Martyrologium Hieronymianum, il cui testo latino risale al IV secolo. Qui appare una coppia di martiri, Rufini et Marciae, attribuita alla città di Siracusa, sotto la data del 21 giugno. Tuttavia non si è certi che quel Marciae possa corrispondere al Marciano vescovo e martire di Siracusa.
La coppia Rufini et Marciae, collocata sempre nella civitate di Siracusa, appare in altri quattro martirologi storici al 21 giugno: in quello di Floro, Adone, Usuardo e Notkero.
(Dal martirologio di Floro.)
La comparsa ufficiale sulle fonti occidentali si ha invece solo nel XVI secolo quando il nome di Marciano viene scritto nel Martyrologium Romanum; opera di Cesare Baronio, approvata da papa Gregorio XIII, dove il santo viene commemorato inizialmente il 14 giugno.
(Martirologio Romano, ed. 1750, Vaticano, p. 122.)
Il particolare sull'uccisione da parte dei Giudei fu tratto dal Sinassario di Costantinopoli. L'ultimo aggiornamento del Martirologio Romano è stato fatto nel 2001; Marciano risulta qui posto al 30 ottobre con la seguente dicitura:
(Martirologio romano: riformato a norma dei decreti del Concilio ecumenico Vaticano II e promulgato da papa Giovanni Paolo II.)

## NelMartirologio geronimiano
Siracusa compare diverse volte nel Geronimiano, il 21 giugno vi compare in tre codici diversi, i più importanti del Geronimiano; si tratta dei codici Epternacensis (= E) dall'Inghilterra; Bernensis da Metz; (= B), Wissemburgensis (= W) dalla Normandia:

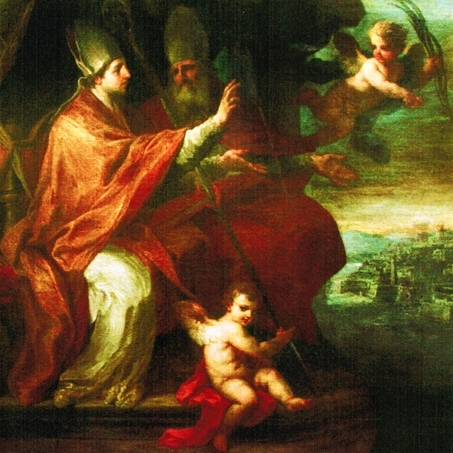
San Marciano raffigurato insieme a sant'Erasmo, in quanto compatrono di Gaeta (opera di Sebastiano Conca)

- codice E: …Sicil(ia) civi(tate) Siracussa Rufini et Marciae…
- codice B: …In Sicilia civit(ate) Siracusa Rufini et Marcie…
- codice W: …In Sicilia civit(ate) Rufini et Marcie…

Il Lanzoni e il Delehaye hanno negato tuttavia attendibilità a tali registrazioni — essi, di tutti i nomi siciliani citati dal Geronimiano ne accettano, come storicamente fondati, solamente quattro: Agata, Euplo, Lucia e Pancrazio. Il Delehaye, pur escludendo la coppia Rufino/Marciano asserendo che: «de Rufino Syracusano silent monumenta» — per cui si tratterebbe piuttosto del Rufino vescovo di Capua — riconosce però in quel Marciae il nome mutilo di Marcianus; il protovescovo siracusano. La sua ricostruzione è stata però oggetto di discussione.
Diversamente il Lanzoni rigetta totalmente qualsiasi accostamento con la città siciliana, asserendo che: «forse i codici del Gerolimiano contengono sbagli di trascrizione, storpiature di nomi o simili errori», poiché, continua lo studioso faentino, di questi due martiri non vi è memoria nelle antiche tradizioni siracusane, egli accosta quindi Rufino ad Alessandria d'Egitto, dove viene celebrato il 22 giugno, e Marcia — che egli predilige nella variante femminile — in Africa, nel latercolo dell'8 giugno. Per il Delehaye, tuttavia, le forme Marciani, Marci, Marcianae, Marciae, accostate all'Egitto o alla Mesia, sono tutte riconducibili al nome Marciano.
La medesima coppia, Rufini et Marciae, viene descritta e attribuita a Siracusa, sempre nel 21 giugno, anche da altri quattro Martirologi storici: Floro, Adone, Usuardo e Notkero.
Ciononostante anche lo studioso Amore (autore di uno studio sull'Encomio di san Marciano) non accetta la possibile identificazione di Marciano con quel Marciae che il Geronimiano, per primo, colloca a Siracusa. Amore afferma che Marciano non venne mai nominato dai martirologi occidentali, fino alla tarda stesura del Martirologio Romano (XVI), dove compare al 14 giugno.
La Campione dà invece credito all'attestazione originaria del Geronimiano, supponendo una perdita progressiva del culto dei due martiri in ambiente siracusano. L'inserimento di Marciano al 31 ottobre nel Sinassario di Costantinopoli, avvenuto nel X secolo, ovvero in un periodo in cui le chiese del meridione d'Italia e dell'isola di Sicilia dipendevano dalla Chiesa di Costantinopoli, avrebbe favorito la diffusione della data attestata in ambienti orientali, offuscando quella originale del 21 giugno.
La Campione rivela inoltre la diffusione dell'antroponimo Marcianus in ambiente calabro-siculo, specialmente in ambiente siracusano, contrastando quindi l'ipotesi di Amore che vede l'origine e la diffusione di tale antroponimo solamente nella tradizione orientale.

## Nell'Encomio

### Premessa
L'Encomio viene datato non prima della fine del VII secolo perché il suo anonimo autore menziona nel testo il vescovo siracusano Teodosio II, e lo ricorda come defunto da qualche tempo. Il vescovo Teodosio, presente al concilio di Costantinopoli III del 680, essendo protagonista dell'opera in questione insieme a Marciano, fu, secondo una recente supposizione, il promotore della “riscoperta” del culto del protovescovo martire Marciano. Fu Teodosio, nel racconto dell'encomiasta, a consacrare dinanzi a tutta la cittadinanza un altare nella grotta delle Pelopie: che fu abitazione di Marciano.
L'encomiasta collega inoltre il vescovo del concilio costantinopolitano con il martire d'età apostolica affermando che egli, servendo la Chiesa siracusana, voleva seguire le orme dei suoi due predecessori: Marciano e Zosimo — una nota importante da rilevare è che nella Vita di San Zosimo, all'incirca coeva al periodo della stesura dell'Encomio, non si accenna mai a Marciano.

### Agiografia di Marciano

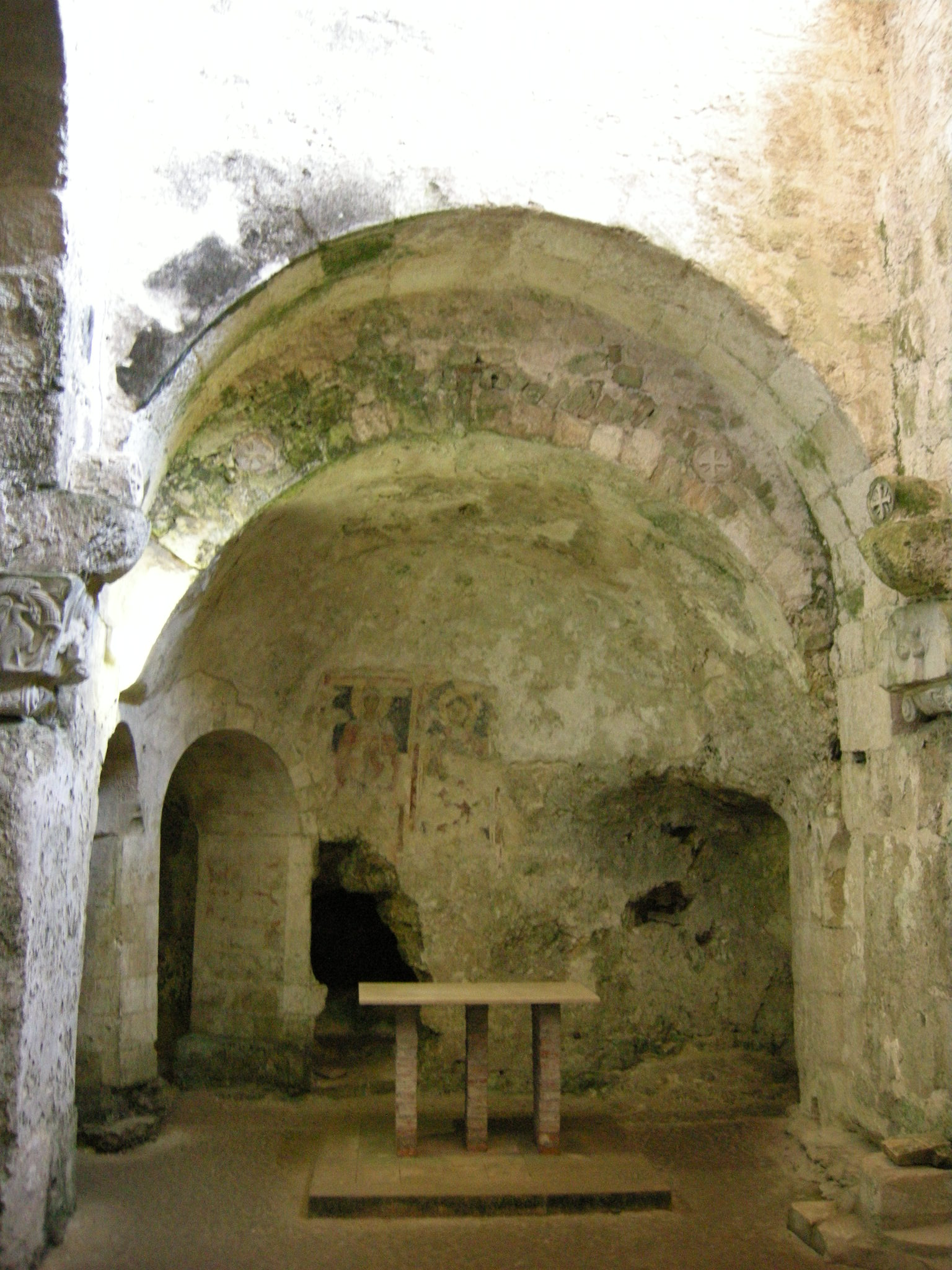
L'altare di cui si parla nellEncomio, identificato con quello presente all'interno della cripta di San Marciano, dedicata al protovescovo

L'Encomio presenta Marciano come discepolo dell'apostolo Pietro. Narra l'encomiasta che l'antiocheno fu inviato a Siracusa dall'apostolo Pietro quando questi si trovava ancora in Antiochia; dunque prima del suo arrivo a Roma.
In città Marciano dimorò in una parte delle spelonche chiamate Pelopie.
(Encomio di S. Marciano in Acta Sanctorum Junii, Parigi, 1867, trad. dal greco a cura di A. Amore, S. Marciano di Siracusa, Città del Vaticano, 1958.)
Il territorio geografico siracusano è notoriamente ricolmo di profonde cavità, sia naturali che artificiali, usate dagli uomini fin dai primissimi tempi. Queste grotte Pelopie, afferma l'encomiasta, si trovavano di fronte alla sinagoga degli ebrei — tale informazione viene ritenuta utile per collocare geograficamente i luoghi dove realmente risiedette la prima comunità ebraica di Siracusa; presente sul territorio fin dall'epoca romana. Secondo gli studiosi, nell'Encomio si descrive il momento del trasferimento della comunità dal quartiere situato nell'Akradina a quello posto nell'isola di Ortigia.
Nel suo percorso di evangelizzazione, Marciano riuscì a battezzare molte persone, convertendoli quindi alla fede cristiana.
Secondo lo studioso Cataudella, nella prima parte dell'Encomio si riscontrano tutti gli elementi descrittivi della prima età cristiana:
(Quintino Cataudella, La cultura bizantina in Sicilia, in Storia della Sicilia, IV, 3-56, Napoli, 1979-80.)
L'encomiasta dice che Marciano fu martirizzato dagli ebrei siracusani, la cui comunità, numerosa, si era sentita minacciata dalle capacità persuasive del protovescovo.
Nel paragrafo 6 l'encomiasta narra del martirio subito dal discepolo di Marciano, Peregrino, accompagnato da Libertino; episcopo di Agrigento. Subito dopo, nel paragrafo 7, l'encomiasta prosegue e chiude la sua narrazione, collocando lo scenario del martirio in un contesto di III secolo, destinato a far discutere a lungo gli studiosi.
Egli nomina il tempo degli imperatori romani Valeriano e Gallieno, 254-259, dicendo che è Peregrino a ricordare quelle persecuzioni ai cristiani:
(Jean Bolland, Acta sanctorum, Die decima quarta junii, ed. 1887, p. 608.)

### Ipotesi sull'anacronismo
Tale scenario, che spazia dal I secolo al III, ha indotto tra gli studiosi numerosi interrogativi e spiegazioni differenti.

#### Il syngramma di Peregrino

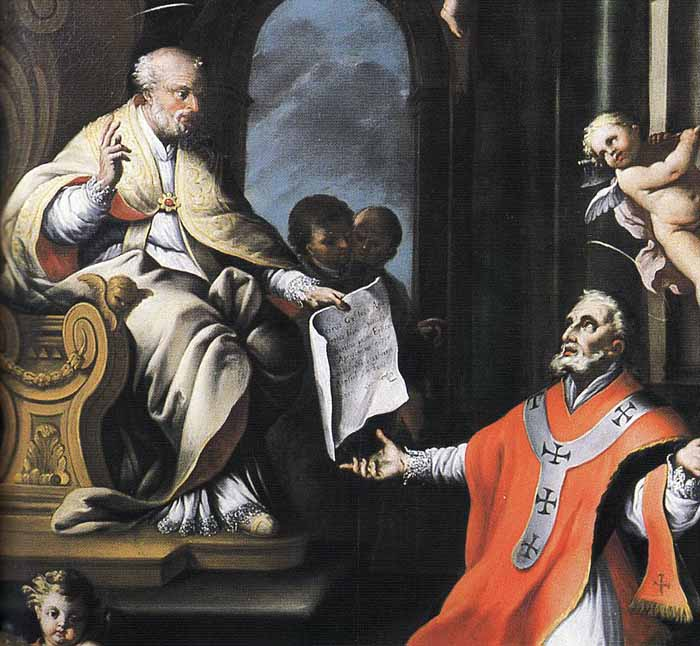
Libertino di Agrigento: è l'unico vescovo siciliano menzionato dallEncomio, secondo il quale subì il martirio insieme a Peregrino, discepolo di Marciano

Poiché la fonte principale dell'encomiasta — oltre la citata tradizione orale — è rappresentata dal syngramma di Peregrino, le parole del presunto discepolo e presunto coetaneo di Marciano, sono di estrema rilevanza.
Diversi studiosi, tra cui il Rizzo, forniscono una spiegazione che eliminerebbe il presunto anacronismo, ponendo Marciano al I secolo e Peregrino al III.
Il Rizzo spiega che l'autore dell'Encomio non avrebbe avuto motivo di trasportare il martire Peregrino e il vescovo Libertino di Agrigento (dei quali si parla congiuntamente nel capitolo 6, antecedente al capitolo 7 dove vengono menzionati Valeriano e Gallieno) al I secolo, insieme a Marciano.
A tal proposito va effettivamente rilevata la nota non trascurabile sulla mancata menzione di una missione petrina per i martiri Peregrino e Libertino (nell'Encomio non si accenna mai a una loro ordinazione petrina, essa si ritroverà solo in racconti ben più tardivi), situazione che permetterebbe quindi di datare tranquillamente i due martiri al III secolo, senza alcun anacronismo. Così fa l'anonimo autore della Passio di Peregrino e Libertino, che data i due martiri, insieme a Marciano, al tempo di Valeriano e Gallieno, non accennando per nessuno dei tre una missione petrina.
Prosegue quindi il Rizzo, affermando la possibilità che l'encomiasta, parlando di Valeriano e Gallieno, volesse solamente riproporre una suggestiva cornice per la fase finale della sua narrazione. In questa cornice verrebbe quindi raccontata la persecuzione attuata dai due imperatori — nella quale non morirono i martiri protagonisti del racconto — uguale a quella che subì Marciano due secoli prima. Peregrino sarebbe stato quindi un discepolo di Marciano, ma non un suo contemporaneo.
(Rizzo, Un raro syngramma nella tradizione scritta sui santi Peregrino e Libertino, p. 418.)
Osserva quindi il Rizzo sulla cronologia della tradizione marcianea:
(Rizzo, Un raro syngramma nella tradizione scritta sui santi Peregrino e Libertino, p. 418.)

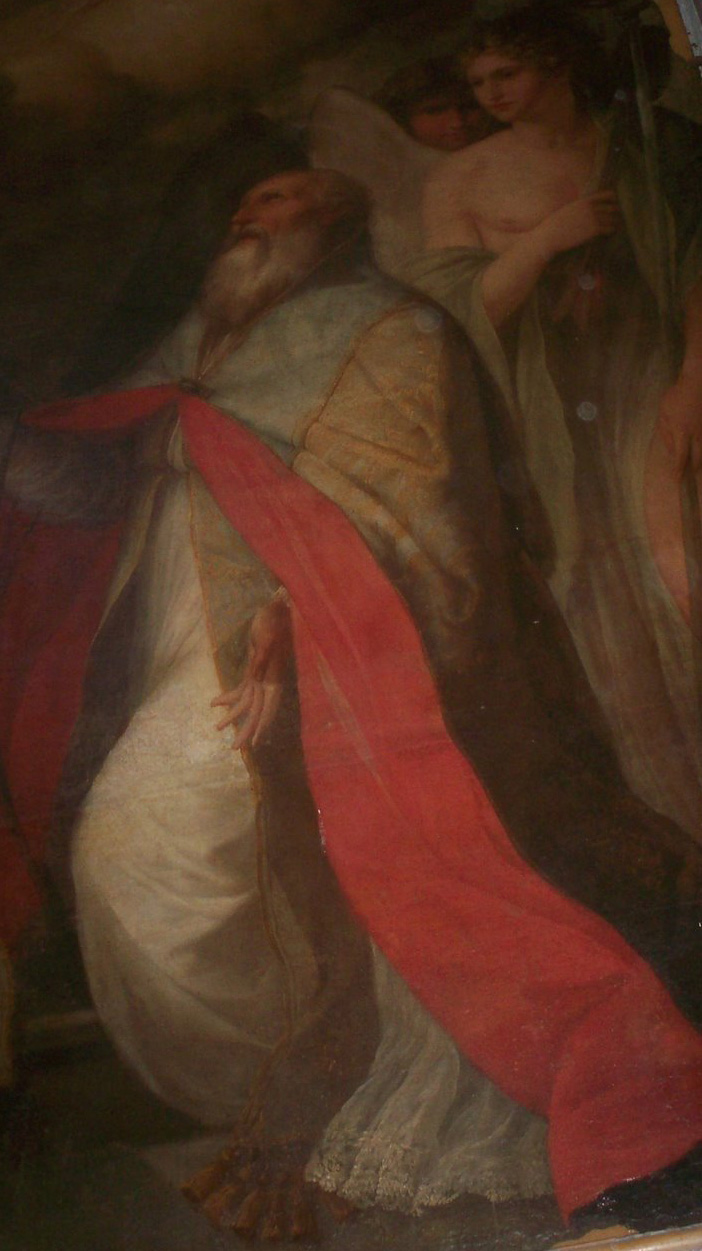
Marciano in un dipinto settecentesco, posto nella chiesa della Santissima Trinità e San Marziano di Lentini

Altro studioso che già diverso tempo prima aveva escluso il presunto anacronismo è stato il Lancia di Brolo, il quale nella sua opera giunse alle medesime conclusioni del Rizzo, ovvero: Peregrino non poteva aver subito il martirio nell'epoca di Valeriano e Gallieno e nel contempo narrarlo, ne deduce quindi che morì tempo dopo; Peregrino era stato discepolo di Marciano, assorbendo i suoi insegnamenti, ma non era suo contemporaneo, poiché egli aveva solo i medesimi ideali della missione petrina di Marciano; inoltre l'autore dell'Encomio, un siracusano sicuramente, non poteva essere talmente digiuno di cultura da non sapere che gli imperatori che stava nominando vissero ben due secoli dopo la fine dell'età apostolica. Afferma il Lancia di Brolo:
(D. G. Lancia di Brolo, Storia della Chiesa in Sicilia nei dieci primi secoli del cristianesimo, 1880, p. 44.)
Per il Lancia di Brolo nel complesso il documento contiene «un nucleo originale non rigettabile criticamente e, come tale, avente valore di testimonianza».
Di visione opposta fu il Lanzoni, contemporaneo del Lancia di Brolo, nella sua opera critica asserisce di non comprendere perché il suo collega affermi che il syngramma di Peregrino non ponga il martirio di Marciano sotto l'epoca degli imperatori succitati. Il Lanzoni infatti nell'arco temporale citato dall'encomiasta vi stabilisce, in maniera inamovibile, il martirio di Marciano. E dubita perfino che questo Peregrino sia mai esistito, asserendo che potrebbe trattarsi di un personaggio immaginario, inventato dall'autore dell'Encomio.
La visione del Lanzoni consiste nel riconoscere all'interno del testo un insormontabile anacronismo, che inficia l'intero documento. Lo studioso faentino lo descrisse in tali termini:
(Lanzoni, Le diocesi d'Italia dalle origini al principio del secolo VII,1927, pp. 620 e 640.)
Oltre al Lanzoni, anche i due bollandisti Daniel Papebroch e Guglielmo van Hooff sostennero una collocazione al III secolo per il vescovo Marciano.

#### Nomi errati

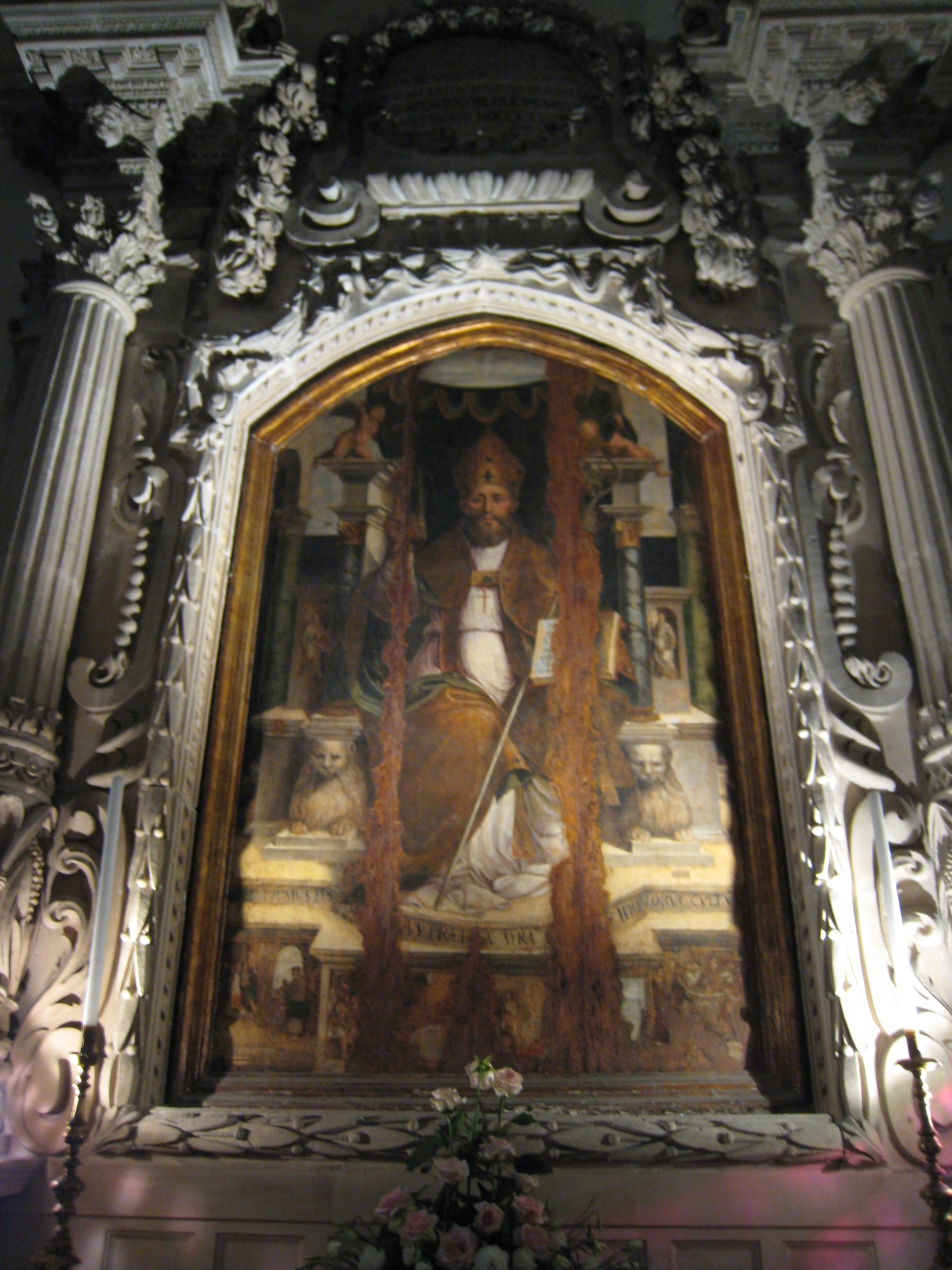
Tavola di scuola antonelliana raffigurante san Marciano, posta sopra l'altare dedicato al santo, all'interno del duomo siracusano

Ci sono stati però anche studiosi che per sanare l'anacronismo hanno ritenuto che la spiegazione plausibile risiedesse nel fatto che l'encomiasta abbia citato gli imperatori sbagliati. Così ad esempio il Gaetani che nel XVII secolo, nella sua biografia su Marciano, pensò di dover mutare i nomi di Valeriano e Gallieno in quello di Domiziano o Nerone, imperatori romani risalenti all'età apostolica.
(S. Pricoco, Sicilia e Italia suburbicaria tra IV e VIII secolo, 1991, p. 230.)
Gli fece eco il Giovanni di Giovanni che nella sua Storia ecclesiastica di Sicilia trovava ragionevole il lasciare intatta solamente la data di nascita, ovvero il I secolo, mutando però il contesto del martirio.

#### Due vescovi di nome Marciano
Ancora altri studiosi, come il D'Angelo e il Cesare Gaetani, hanno ritenuto che l'encomiasta abbia potuto mettere insieme due biografie: una appartenente a un vescovo d'età apostolica, il Marciano del I secolo, e l'altra appartenente ad un vescovo vissuto sotto l'impero di Valeriano e Gallieno, il Marciano del III secolo.
Anche lo studioso Amore è di questo parere, ma egli data il Marciano dell'encomiasta al V secolo e non al III. Poiché secondo Amore, il Peregrino e il Marciano del Martirio — medesime figure poi riprese dall'encomiasta — morirono in età vandalica. Lo studioso suppone però che il protovescovo di Siracusa fosse realmente anteriore al III secolo e si chiamasse anch'egli Marciano. Da qui dunque la confusione che portò al suddetto anacronismo nel citato testo dell'Encomio.
Non è di questo avviso il Lanzoni che ha escluso totalmente la possibilità di un protovescovo databile ad un secolo anteriore del III, e pone il Marciano dell'Encomio nel tempo dell'impero di Valeriano e Gallieno, prendendo per falsità la presunta collocazione apostolica. Tutt'al più, concede lo studioso, la figura di Marciano è identificabile con quella dell'anonimo destinatario, vescovo, della lettera scritta dal clero romano, giunta in Sicilia nel 250-251, intorno al problema dei Lapsi.

## Vitadi Marciano in altre versioni

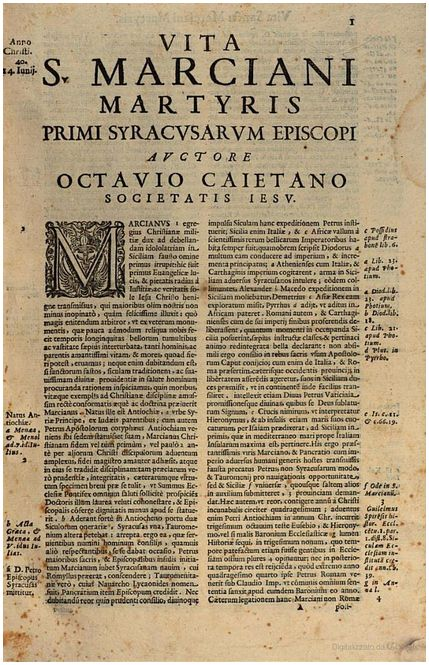
La Vita di S. Marciano scritta dal Gaetani

Dopo la stesura dell'Encomio sono datate altre opere dove si descrive la vita del martire. In queste opere più tardive appaiono molti nuovi elementi.
Vengono stabilite delle date precise: l'anno 39 o 40 per la partenza, e 68 per l'anno del martirio.
Nella biografia pubblicata postuma dal Gaetani, si afferma anche che Marciano ebbe i genitori di origine ebraica, vissuti ad Antiochia.

### L'approdo
Desta stupore, per l'aggiunta di particolari e dettagli, l'aneddoto che vedeva Marciano salpare per la Sicilia su una nave siracusana capitanata da un certo Romillo; congiuntamente ad essa approdava in Antiochia anche una nave taorminese, capitanata da un certo Licaonide. I due capitani avendo udito il vangelo, pronunciato dall'apostolo Pietro, si convertivano alla nuova religione, ed essendo desiderosi di condurre dei nuovi maestri di questa fede nelle loro patrie d'origine, il principe degli apostoli concedeva loro i due protovescovi: il siracusano Romillo portava con sé Marciano, mentre il taorminese Licaonide prendeva a bordo Pancrazio.
Durante il tragitto in mare, Marciano e Pancrazio riuscivano a convertire la ciurma delle due navi. Pare che quella di Marciano approdasse due giorni prima di quella di Pancrazio, al porto di Siracusa.
In altre versioni ancora si narra che questa spedizione venne promossa in realtà dall'apostolo Paolo, per evangelizzare l'Occidente, o che fu Pietro, il quale avendo saputo del consistente numero degli ebrei in Sicilia, mandò i due protovescovi, congiuntamente, per convertire il popolo ebraico e narrare ad esso il vangelo.
Lo storico Di Blasi, che nel suo testo riporta questa leggenda, sottolinea quanto sia significativo il silenzio delle più antiche fonti su una simile impresa, che in teoria sarebbe stata la prima missione evangelizzatrice, effettuata con grande successo, per l'Occidente. Un silenzio che in sostanza conferma la falsità o l'invenzione di simili scritti. Pricoco, al di là dei fantasiosi elementi, vi legge un reale richiamo all'importanza dell'approdo marittimo rappresentato dalla Sicilia, e nota come tutti i primi evangelizzatori vi giunsero dal mare. Molto pochi furono gli autoctoni. Stesso concetto viene espresso dal Lanzoni, il quale ha ipotizzato che i primi evangelizzatori a Siracusa giunsero per via del suo «porto cosmopolita» che favoriva l'approdo di orientali e israeliti.

### Il martirio
Nella Vita Pancratii viene descritto un martirio di Marciano molto particolareggiato. Il passo, poi ripreso a grandi linee da una tardiva Passio latina dedicata al Santo e sostanzialmente approvato dai menologi bizantini, narrava che il protovescovo Marciano, perseguitato dai pagani — capitanati da Seleuco e Gordio, capi della città —, dagli ebrei, dai montanisti e dai Medi, venne sospinto su un'imbarcazione mentre da una torre, posta sul Porto Grande della città, gli veniva lanciato il fuoco con dei sifoni — chiaro richiamo al noto fuoco greco — ma un'inondazione impedì che il protovescovo bruciasse. Allora Marciano trovò riparo in un'isola del Plemmirio. Morì infine, dopo molti tormenti, strangolato dai suoi oppositori.

## Contesto storico delle fonti agiografiche

### Il tema ebraico

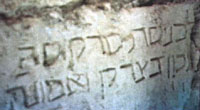
Iscrizione ebraica rinvenuta nella chiesa di San Giovannello (Ortigia):

Nel testo dell'Encomio è presente il tema anti-ebraico, un tema che caratterizza l'intera agiografia postuma su Marciano. Alcuni studiosi hanno osservato che la tradizione marcianea fa risultare in maniera alquanto negativa la prima citazione storica sugli ebrei di Siracusa: essi sono così presentati come coloro che uccisero il primo vescovo di questa città.
Tale delineazione è secondo gli studiosi dovuta al fatto che la prima fonte storica accertata su Marciano, ovvero l'encomiasta d'epoca bizantina, visse in un contesto segnato dall'opposizione tra cristiani ed ebrei, dalle restrizioni riguardo l'eterodossia e dalle conversioni forzate.
Ciò avrebbe avuto inizio nella metà del VII secolo quando il vescovo Zosimo (citato dall'encomiasta) vietò agli ebrei l'acquisto di un terreno dove essi volevano costruire la loro sinagoga. Essi poterono infine ottenere la concessione solo grazie all'intervento di un princeps bizantino.
L'encomiasta, per correlare il suo racconto, si sarebbe servito di un contesto storico di III secolo (come del resto dimostra la citazione degli imperatori Valeriano e Gallieno), periodo che corrisponde al momento in cui le testimonianze ebraiche a Siracusa si fanno più consistenti.
La fonte, nel ricordare la località dove sorgeva questa prima sinagoga ebraica, viene considerata attendibile, poiché si tratta in questo caso di memoria geografica. Inoltre l'archeologia ha confermato la presenza giudaica nell'Akradina; il luogo menzionato dall'encomiasta.
Diversi studiosi, come l'archeologo Cavallari, hanno sostenuto che l'Akradina era il luogo idoneo dove poteva effettivamente sorgere la sinagoga, poiché quando gli ebrei giunsero a Siracusa, la città si era già fortemente ristretta, e il quartiere suddetto ne rappresentava la periferia: il luogo ideale dove le autorità cittadine potevano emarginare ebrei e cristiani, considerati un sol popolo, distanti dai politeisti.
Riguardo poi la possibilità di un insediamento ebraico così precoce a Siracusa, alcuni studiosi sostengono che le grotte Pelopie, nominate dall'encomiasta, prima di Marciano ospitarono probabilmente altri nuclei di giudei, fin dai tempi della diaspora ebraica. Il Lancia di Brolo, cita lo storico antico romano Flavio Giuseppe, vissuto nel I secolo, il quale afferma che dopo la prima guerra giudaica (66-70), 100.000 ebrei furono resi schiavi e venduti ai patrizi romani in Sicilia. A ciò si deve aggiungere la secolare, e costante, apertura di Siracusa verso i territori dell'Africa, dell'Asia Minore e della Grecia.

### Il legame con Costantinopoli

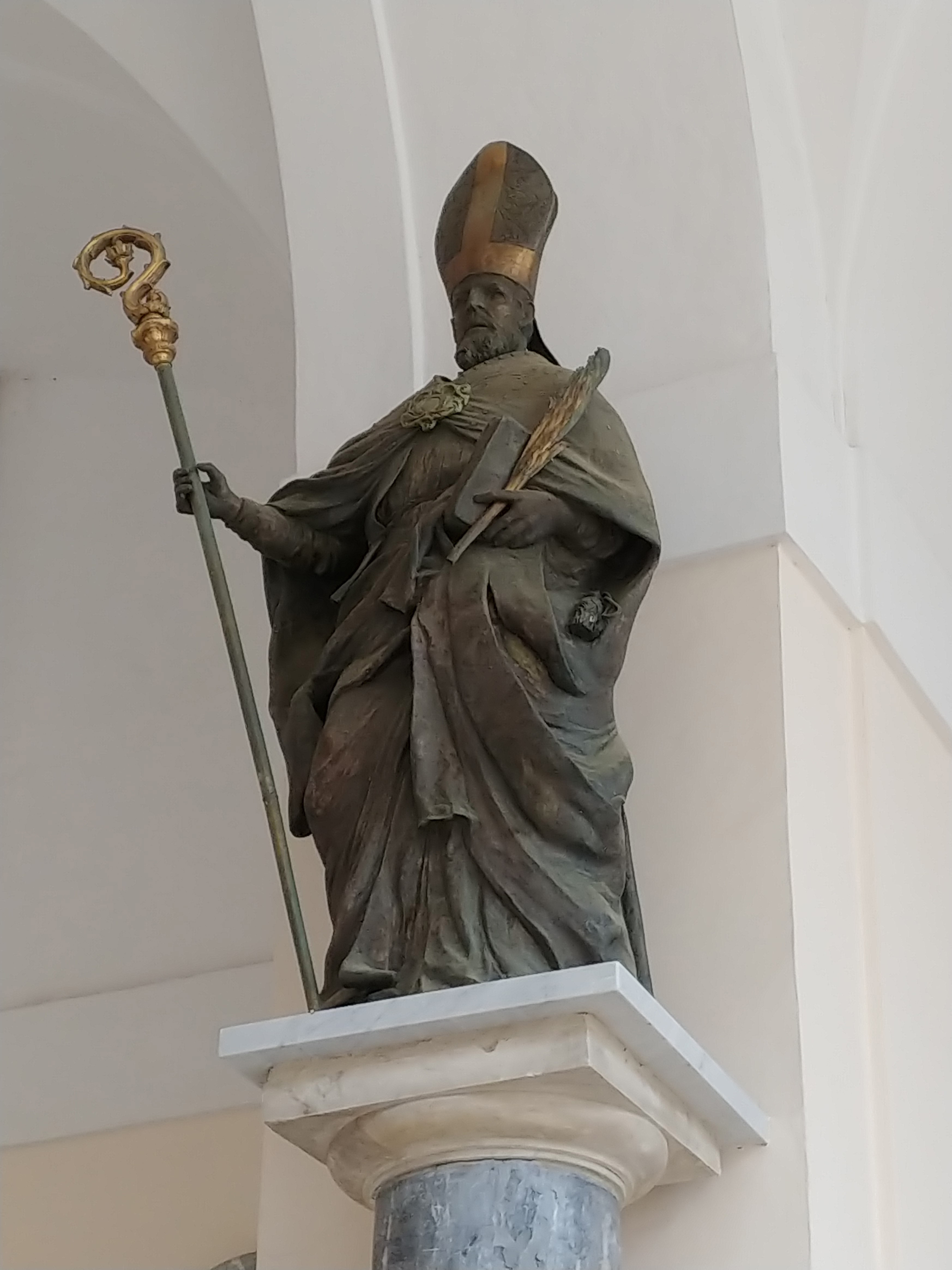
Statua di San Marciano nell'atrio della cattedrale di Gaeta, opera di Erasmo Vaudo (1974-75)

Altri studiosi hanno ipotizzato che la tradizione marcianea sia stata la conseguenza di eventi storici dell'epoca bizantina.
Siracusa, che nel 663 era divenuta sede imperiale di Costante II, dunque capitale dell'intero Impero bizantino (situazione durata sei anni e culminata con l'assassinio dell'imperatore), ad un certo punto, nella metà dell'VIII secolo, venne sottratta all'autorità della Chiesa latina e posta sotto quella della Chiesa greca. Quindi un Marciano d'origine antiochena, orientale, sarebbe servito a legare tramite la comune origine la chiesa siracusana con quella di Costantinopoli, della quale era divenuta soggetta.
Potrebbe inoltre avere un importante significato storico il rinvenimento del sigillo episcopale di un arcivescovo di nome Marciano vissuto nell'VIII secolo. Questo Marciano, assai posteriore a quello maggiormente narrato dalle fonti, è stato individuato come il primo arcivescovo autocefalo di Siracusa, e poteva dunque rappresentare la rinascita di una nuova Siracusa, una volta posta sotto l'autorità del patriarcato di Costantinopoli. Senza dimenticare, tramite il nome Marciano, gli albori della chiesa siciliana che provenivano da Antiochia.

## Testimonianze archeologiche
(Marciano di Siracusa nell’iconografia siciliana cit. Massara, Francesca Paola, 2012, p. 282.)

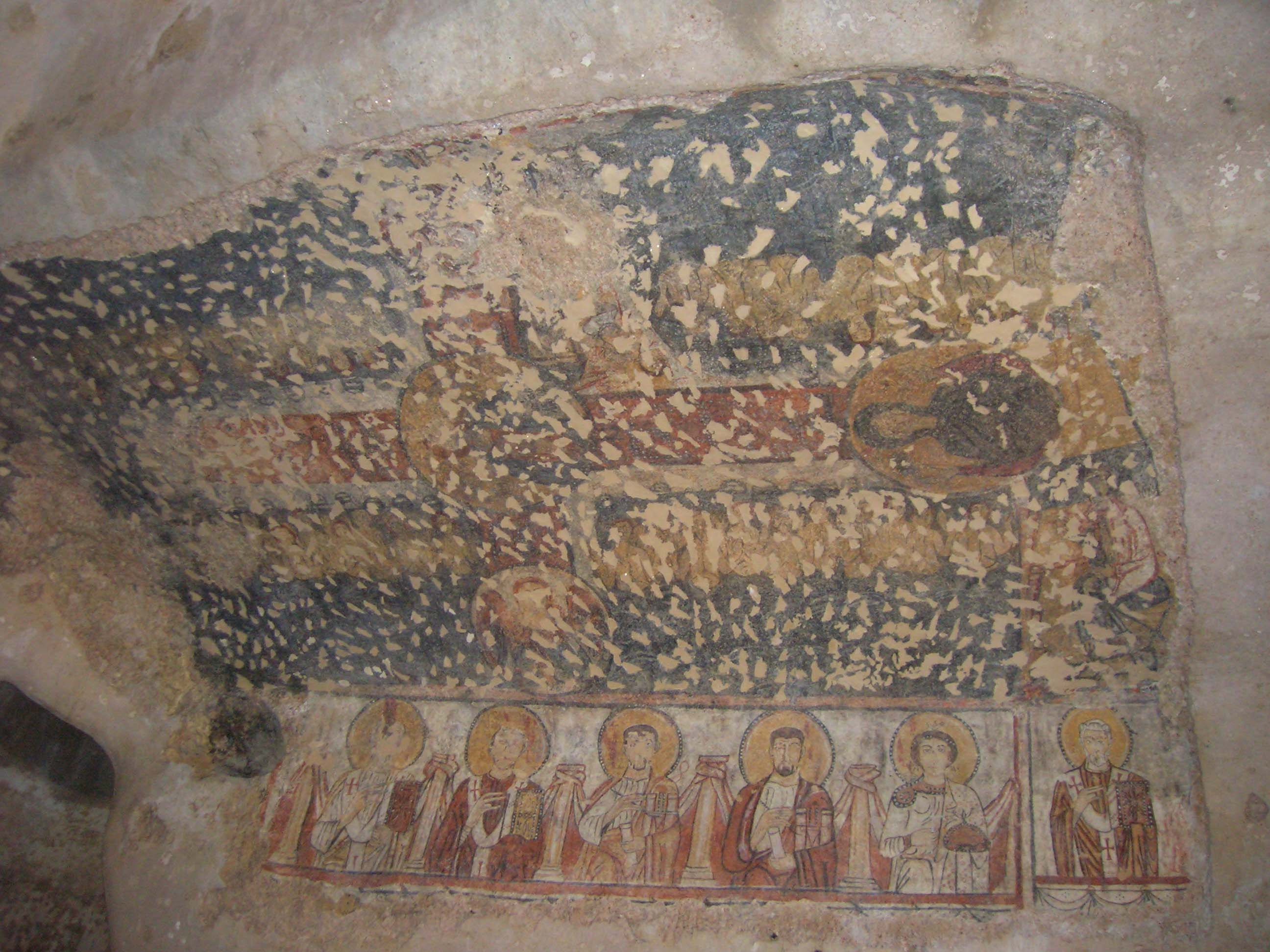
Catacombe di Santa Lucia: affresco dei Quaranta martiri di Sebaste, VIII secolo.

Nell'oratorio dei Santissimi Quaranta Martiri di Sebaste, sito che prende il nome dall'omonimo affresco che lo sovrasta, situato all'interno delle catacombe di Santa Lucia, spicca sulla destra la figura di san Marciano, vestito con paramenti della chiesa orientale; l'omophorion ad esempio era già in uso tra i vescovi orientali nel IV-V secolo. Questa figura di Marciano, che rappresenta la prima riscoperta, la cui didascalia greca venne letta dall'archeologo Paolo Orsi, è stata usata per la datazione complessiva dell'affresco. Il dipinto infatti venne eseguito tra l'VIII e il IX secolo, tale datazione corrisponde con le prime attestazioni letterarie sulla vita di Marciano; testimonianza, quindi, della diffusione del culto del Santo.
L'iconografia di Marciano, l'aspetto maturo conferitogli e la testa canuta, potrebbe rappresentare un richiamo alla figura dell'apostolo Pietro.

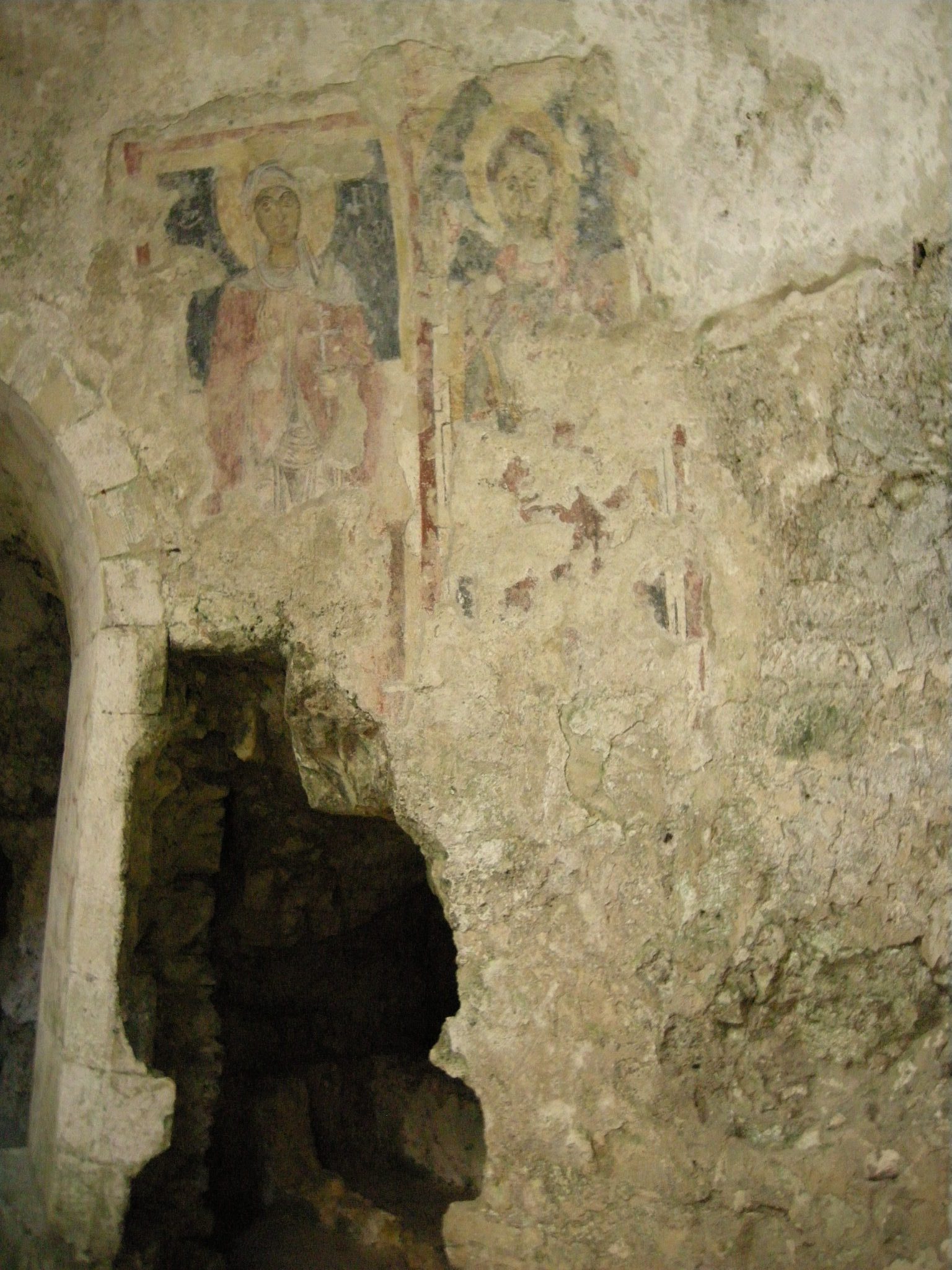
Affresco dalla cripta di San Marciano: le due figure di Lucia e Marciano

Si rivelano inoltre delle analogie con gli affreschi della catacomba di Commodilla, a Roma (VI secolo), e con quelli alto-medievali, sempre romani, delle catacombe di Ponziano e Generosa. Affinità risultano ancora con altri siti romani, tradendo un qualche rapporto privilegiato tra le due culture geografiche.
Nella cosiddetta cripta di San Marciano si può notare nella parte absidale un riquadro contenente al suo interno un affresco che raffigura il santo eponimo, affiancato alla patrona di Siracusa, Lucia.
(Marciano di Siracusa nell’iconografia siciliana cit. Massara, Francesca Paola, 2012, p. 288.)
La tradizione attesta in questo luogo sotterraneo la tomba del protovescovo Marciano, ma i dati archeologici non confermano l'antichità del sito al I secolo, bensì stabiliscono elementi a partire dal IV-V secolo. Il sito nacque come ipogeo paleocristiano. In seguito venne restaurato con la venuta dei Bizantini — l'Orsi descrive la cripta come una piccola basilica bizantina. Con la dominazione araba il sito fu probabilmente saccheggiato e abbandonato. Ebbe una trasformazione infine con l'arrivo dei Normanni; i suoi sepolcri divengono dei loca sancta.

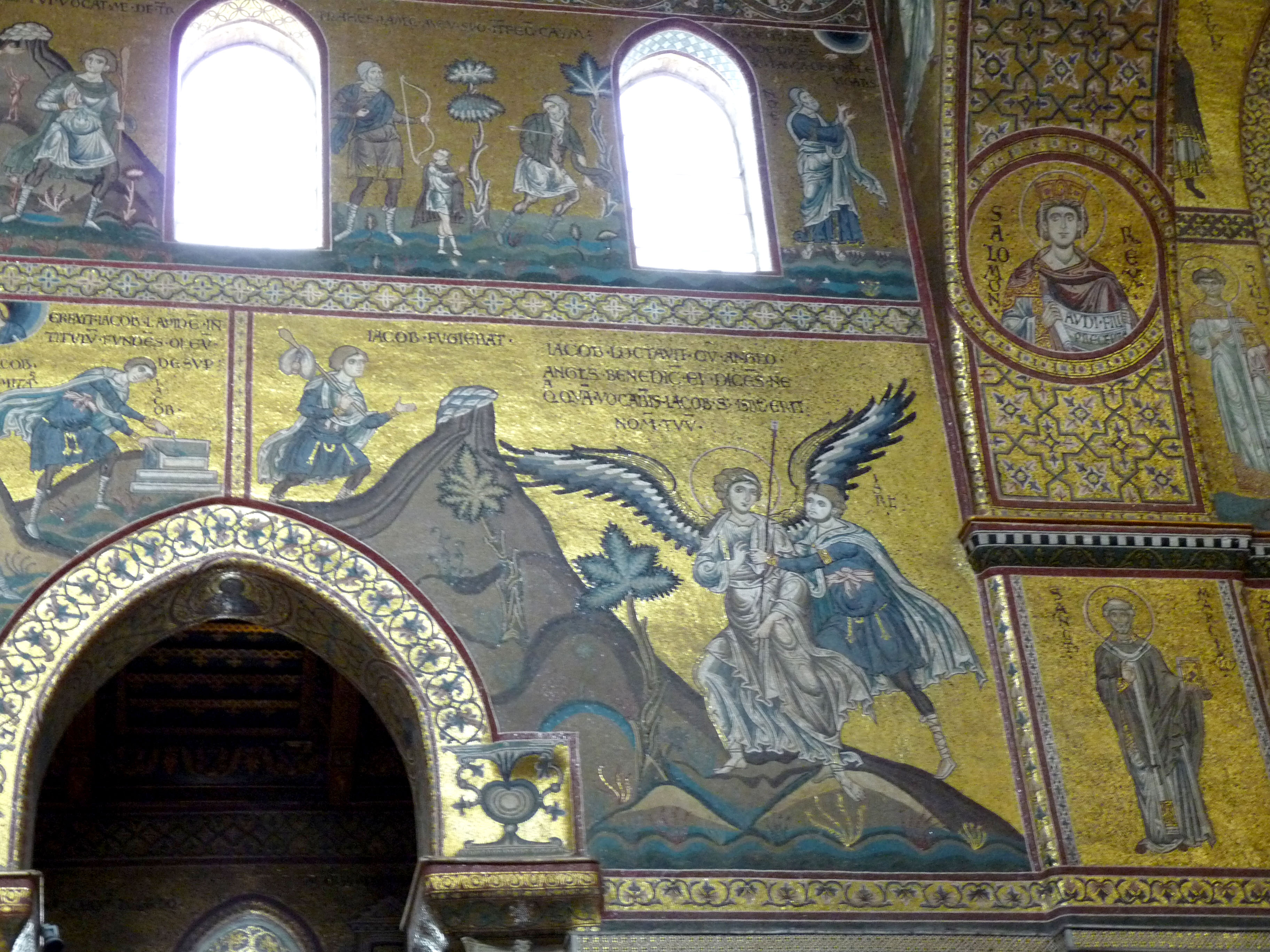
Mosaico di san Marciano (XII secolo) sulla navata del duomo di Monreale: accanto all'ultima immagine dell'Antico Testamento e sotto l'effige del re Salomone

L'archeologo Biagio Pace entrando nella cripta vi riconosce il luogo narrato dall'agiografo bizantino, autore del noto Encomio. Gli «antri pelopii» il cui significato vorrebbe dire «costruzione greca». Paolo Orsi, pur riconoscendo la presenza di varie sepolture venerate all'interno della cavità, dubita che in essa potesse trovare collocazione una sepoltura martiriale così antica.
Alcuni secoli dopo, intorno al 1200, compare sulla navata del duomo di Monreale un'effige del protovescovo Marciano, posta nel presbiterio dell'edificio. Tra la sede ecclesiastica di Monreale, adiacente a Palermo, e quella siracusana vi fu anche un forte legame a livello storico. Dopo la conquista islamica mutarono molti equilibri secolari della Sicilia antica. Così con l'arrivo dei Normanni, Siracusa perse il titolo di capitale dell'isola che passò a Palermo: già sede degli emiri. Quindi il re normanno Guglielmo II chiese e ottenne, dalla curia romana, nel 1188 per emendamento di papa Clemente III, che la chiesa siracusana divenisse suffraganea di Monreale. Una situazione che rimarrà immutata fino all'Ottocento.
In questo mosaico, Marciano è rappresentato con il pallio e la vesta purpurea, portata con diritto dai martiri. La legenda odierna, in lingua latina, riporta la dicitura di Marcialis invece di Marcianus, a causa di un errore avvenuto durante un restauro. Lo stile e l'iconografia di questo mosaico sembrano richiamare per certi aspetti fisici (longilineità, gestualità e barba) del protovescovo, l'affresco catacombale dei Quaranta martiri di Sebaste.

## Il corpo di Marciano

### Le reliquie del santo

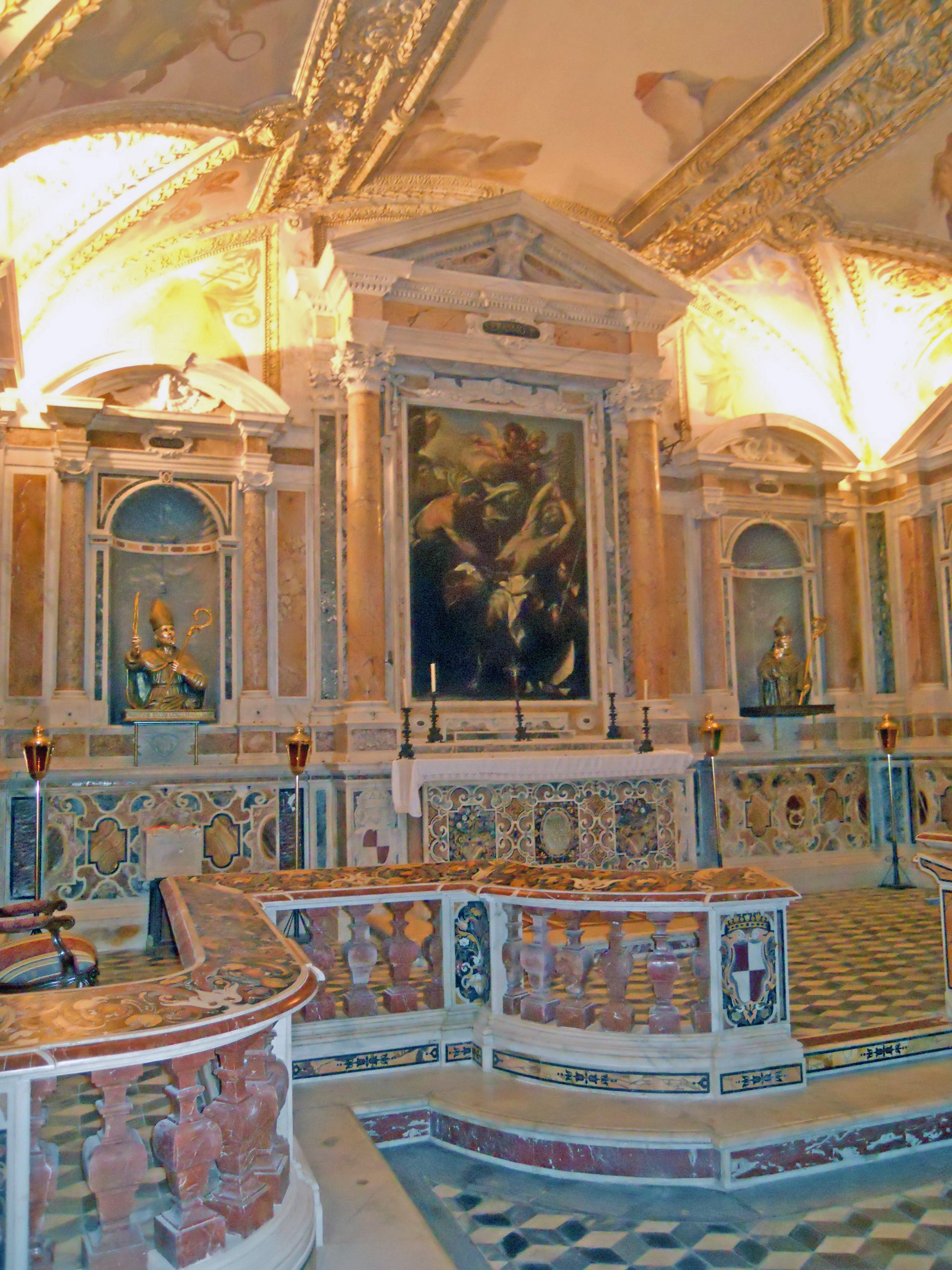
Le reliquie di san Marciano, custodite nel busto raffigurante il santo (a sinistra) e sotto l'altare, nel succorpo di Sant'Erasmo nella cattedrale dei Santi Erasmo e Marciano e di Santa Maria Assunta di Gaeta

La tradizione narra che il corpo di san Marciano venne custodito all'interno della cripta dedicata al santo, in seguito sovrastata dalla basilica d'epoca bizantina.
A favore di una possibile datazione parecchio bassa della cripta vi è il rinvenimento archeologico, condotto da Paolo Orsi, nell'adiacente catacomba di san Giovanni, di una serie di cubicoli e arcosoli risalenti al III secolo, e poiché, fa notare lo studioso Barreca, la cripta si trova al principio di questo complesso catacombale, è molto probabile che la sua fondazione fosse anteriore alle tombe poste davanti ad essa, e che queste fossero sorte per la nota usanza cristiana di seppellire i defunti accanto alla tomba di un martire.
Ad ogni modo la tradizione attesta che qui stette il corpo del martire per otto secoli, fino a quando Siracusa venne conquistata dagli Arabi, nell'878. Altre fonti però affermano che ciò avvenne durante il primo tentativo di conquista della città, nell'827-828.
Per porre dunque il corpo del protovescovo al sicuro, i siracusani presero l'urna con i resti mortali di Marciano e la condussero in Grecia, nella basilica di San Teodoro di Patrasso, nell'Acaia.
Come dall'Acaia, le reliquie finirono a Gaeta, resta un mistero che le fonti non contribuiscono a dissolvere. Una tradizione narra che mercanti gaetani, frequentando l'Oriente, giunsero con le loro navi nel luogo in cui si trovava questo sacro deposito e, acquistandolo, lo condussero nella loro città, a Gaeta. I gaetani elessero quindi Marciano come loro primo santo protettore, poiché sant'Erasmo vi sarebbe giunto solamente nel X secolo. In tempi odierni le reliquie di Marciano trovano collocazione nella cattedrale dei Santi Erasmo e Marciano e di Santa Maria Assunta, dedicata ai due santi patroni di Gaeta, all'interno della cappella ipogea denominata succorpo.
Alcune reliquie del santo rimasero però a Siracusa. Nel duomo di questa città venne infatti custodito il braccio-reliquiario di san Marciano, il quale venne donato in seguito, nel XII secolo, dal vescovo inglese Richard Palmer, allora a capo della chiesa siracusana, al tesoro del duomo di Messina; sua collocazione definitiva.